# 遠東大學
遠東大學 (FEU) 是一所位於菲律賓馬尼拉大學帶的非教會私立大學，在1933年由原遠東學院和會計學院合拼而成。它是菲律賓最有名的私立大學之一。校舍也因為有保存著眾多20世紀上半葉的建築而聞名。

## 知名校友
- 科拉桑·阿基諾 - 前菲律賓總統
- 施至成 (企業家) - SM控股主席
- 蔡啟文 - 生力集團行政總裁
- 陳永栽 - 商人